# کهک فتح‌آباد
کهک فتح‌آباد ، روستایی از توابع بخش مرکزی شهرستان بافت در استان کرمان ایران است و در فاصله ۲۹ کیلومتری شهرستان بافت واقع شده است .

## جمعیت
این روستا در دهستان فتح‌آباد قرار دارد و براساس سرشماری مرکز آمار ایران در سال ۱۳۸۵، جمعیت آن ۱۱۹ نفر (۳۸خانوار) بوده‌است.